# Michael Funk (Eishockeyspieler)
Michael „Mike“ Funk (* 15. August 1986 in Abbotsford, British Columbia) ist ein kanadischer Eishockeyspieler, der seit 2009 bei den Vancouver Canucks in der National Hockey League unter Vertrag steht.

## Karriere
Michael Funk begann seine Karriere als Eishockeyspieler bei den Portland Winter Hawks, für die er von 2002 bis 2006 in der Western Hockey League aktiv war. In dieser Zeit wurde er im NHL Entry Draft 2004 in der zweiten Runde als insgesamt 43. Spieler von den Buffalo Sabres ausgewählt.
Für die Sabres gab er in der Saison 2006/07 sein Debüt in der National Hockey League. In dieser Spielzeit bestritt der Verteidiger insgesamt fünf Spiele in der NHL für Buffalo, in denen zwei Vorlagen gab. In der Saison 2007/08 stand der Linksschütze weitere vier Mal für Buffalo in der NHL auf dem Eis. Den Großteil seiner ersten beiden Jahre im Franchise der Buffalo Sabres verbrachte Funk allerdings bei deren damaligen Farmteam aus der American Hockey League, den Rochester Americans. Für das neue AHL-Farmteam der Sabres, die Portland Pirates, bestritt der Kanadier in der Saison 2008/09 nur 13 Spiele, ehe er am 6. Juli 2009 von den Vancouver Canucks verpflichtet wurde.

### International
Für Kanada nahm Funk an der U18-Junioren-Weltmeisterschaft 2004 teil, bei der er mit seiner Mannschaft den vierten Platz belegte.

## Erfolge und Auszeichnungen
- 2004 CHL Top Prospects Game

## Statistik
(Stand: Ende der Saison 2008/09)